# Форт-Уильям (Шотландия)
 Форт-Уи́льям  (часто упоминается как «Форт Ви́льям») (англ.  Fort William , скотс Fort Weelum, гэльск. An Gearasdan ) — город на севере Шотландии. Крупнейший город на западе округа Хайленд. Туристический центр.

## География
Расположен на северо-востоке залива Лох-Линне, у подножия высочайшей горы Британских островов Бен-Невис.

## История
В 1654—1655 годах на этом месте генералом Дж. Монком был построен форт Килмали (англ. Kilmallie), который через некоторое время был разрушен. В 1690 году, отстроенный вновь город был назван в честь короля Вильгельма III (англ.  William III). Город был также известен под названием Мэрибург (англ.  Maryburgh).
Выдержал два штурма якобитов в 1715 году и 1746 году.
В 1860 году форт был разобран и окончательно стёрт с лица Земли в 1890 году, при строительстве железной дороги и станции.